# 弗朗切斯科·罗马诺
弗朗切斯科·罗马诺（義大利語：Francesco Romano，1960年4月25日—），意大利男子足球运动员，场上位置是中场。他曾代表意大利国家队参加1988年欧洲足球锦标赛，结果止步半决赛。